# Bánya község
Bánya község (románul: Comuna Bănia) község Krassó-Szörény megyében, Romániában. Központja Bánya, hozzá tartozik Gerbóc.

## Népessége
A 2011-es népszámlálás adatai alapján a község népessége 1752 fő volt.